# Gmund am Tegernsee
Gmund am Tegernsee es un municipio en el distrito de Miesbach en Baviera (Alemania). La ciudad está situada en la orilla norte del lago Tegernsee, y cerca de la fuente del río Mangfall. Se encuentra a 46 kilómetros (29 millas) de Múnich y a 15 kilómetros (9,3 millas) de la capital del distrito, la ciudad de Miesbach.
Gmund es servido por una estación en la propiedad privada Tegernsee-Bahn, y está vinculada a Múnich a través de trenes de la Bayerische Oberlandbahn.